# Spouge-formula
A Spouge-formula egy közelítő képlet a Gamma-függvényre, amit John L. Spouge fejlesztett ki. Tulajdonképpen a Stirling-formula egy javított változata:
{\displaystyle \Gamma (z+1)=(z+a)^{z+1/2}e^{-(z+a)}\left[c_{0}+\sum _{k=1}^{a-1}{\frac {c_{k}}{z+k}}+\epsilon _{a}(z)\right]}
ahol a egy megfelelően választott pozitív egész. Az együtthatók a következőképpen számíthatóak:
{\displaystyle c_{0}={\sqrt {2\pi }}\,}
{\displaystyle c_{k}={\frac {(-1)^{k-1}}{(k-1)!}}(-k+a)^{k-1/2}e^{-k+a}\quad k=1,2,\dots ,a-1.}
Spouge bizonyította, hogy ha Re(z) > 0 és a > 2, a relatív hiba a következőképpen becsülhető
{\displaystyle |\epsilon _{a}(z)|\leq a^{-1/2}(2\pi )^{-(a+1/2)}.}
A képlet hasonló, mint a Lánczos-formula, de vannak előnyei vele szemben. A Lánczos-formula gyorsabban konvergál ugyan, de a Spouge-féle együtthatók kiszámítása sokkal egyszerűbb, és a relatív hiba tetszőleges kicsinnyé tehető. A képlet tehát alkalmas a Gamma-függvény értékeinek tetszőleges pontosságú meghatározására.